# Malunga
Malunga è una circoscrizione mista (mixed ward) della Tanzania situata nel distretto urbano di Kahama, regione di Shinyanga. Conta una popolazione di 10 225 abitanti (censimento 2012).